# Mustafa Zihni Pascha

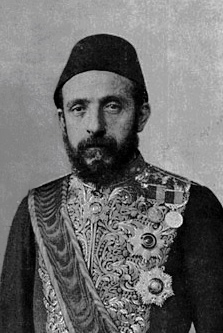
Mustafa Zihni Pascha

Mustafa Zihni Pascha (* Oktober/November 1838 in Sulaimaniyya, heute Irak; gest. 28. April 1912 in Istanbul) war ein osmanischer Staatsmann, der unter anderem mehrere Minister- und Gouverneursposten innehatte. Besonders in den letzten Jahres des Osmanischen Reiches galt er als einer der wichtigsten Beamten.

## Leben
Mustafa war kurdischer Herkunft und der Sohn von Ahmet Efendi und Fatima Hanim. Durch Heirat bekam Mustafa drei Söhne, nämlich Ahmet Naim Bey, später Übersetzer und Professor an der Universität von Instanbul, Ismail Hakki Bey, später türkischer Offizier, und Huseyin Shukru Bey.
Mustafa besuchte die Istanbuler Mekteb-i Maarif-i Adliye, wo er Mathematik und Geographie studierte. Mustafa wurde nach seiner Abschlussprüfung mit einer Ehrennadel ausgezeichnet. Er absolvierte auch eine Madrasa-Ausbildung. Mit 16 Jahren trat er in den Staatsdienst als Beamter im Finanzministerium ein.
Im November 1867 wurde er Stellvertreter des Finanzministers. Am 26. August 1885 wurde er bis zum 19. Dezember 1886 zum Finanzminister des Osmanischen Reiches ernannt. Später wirkte er vom 19. Dezember 1886 bis zum 10. Mai 1890 als Minister für Handel und Landwirtschaft. Auch wirkte er vom 10. Mai 1890 bis zum 4. September 1891 als Minister für religiöse Stiftungen. Danach wirkte Mustafa in der Verwaltung als Gouverneur der Vilâyet von Thessaloniki vom 10. September 1891 bis zum 9. November 1895 und der Vilâyet Aleppo vom 9. November 1895 bis zum 9. Februar 1896. Im Jahre 1908, nach Ausrufung der zweiten konstitutionellen Monarchie in der Zweiten osmanischen Verfassungsperiode, wurde Mustafa zum Präsidenten des Staatsrats und zum Mitglied des Senats (osmanisch: Meclis-i Ayan) ernannt.

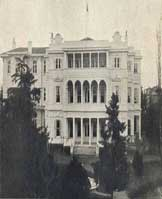
Zihni Paschas Haus in Istanbul

1901 ließ er in Erenköy durch den Architekten Vedat Tek die sogenannte Zihni Pascha Moschee (türkisch: Zihni Paşa Camii) errichten. Nach seinem Tode wurde er direkt hinter der Moschee begraben. In Erenköy errichtete er auch ein Jagdschloss, welches heute als Mädchenkunsthochschule verwendet wird.

## Werke
- İslamda hilafet. 1911[3]
- Beyān-i ḥaḳīḳat. 1911[4]